# ТЕС Fray Bentos
33°6′52″ пд. ш. 58°15′30″ зх. д. / 33.11444° пд. ш. 58.25833° зх. д.
ТЕС Fray Bentos — уругвайська теплова електростанція, яка відноситься до комплексу целюлозного комбінату у Fray Bentos.
Целюлозний комбінат у Fray Bentos, який розпочав роботу в 2007 році, обладнали содорегенераційним котлом австрійської компанії Andritz, який спалює чорний натр (суміш органічних та неорганічних речовин, що залишається після варки целюлози). Первісно він мав здатність утилізувати 4900 тон твердих речовин на добу, а в подальшому цей показник довели до 6300 тон. Для розміщення котла знадобилось приміщення висотою 80 метрів.
Вироблена ним пара використовується для живлення двох турбін потужністю по 83 (за іншими даними — по 72) МВт — однієї із протитиском та однієї конденсаційної.
Надлишки електроенергії (біля 32 МВт) можуть постачатись зовнішнім споживачам по ЛЕП, розрахованій на роботу під напругою 150 кВ.